# Grenå hamn
Grenå havn är en hamn i Grenå, Danmark. Hamnen hanterar omkring 1,5 miljoner ton varor per år.
Det har funnits hamnverksamhet i Grenå under lång tid, ursprungligen vid Grenåen. Hamnen kom under modern tid att minska i betydelse p.g.a. flygsand. En ny hamn byggdes 1813 och den har haft sitt nuvarande läge vid Kattegatt sedan 1874. Sedan 2001 ingår Anholts hamn i bolaget. Vid hamnen finns färjetrafik med förbindelse med Sveriges sedan 1960, först Varberg–Grenå och sedan 2020 istället Halmstad–Grenå. Den har även färjetrafik med Anholt.